# Kaishu Hirano
Kaishu Hirano (født 14. oktober 2002) er en japansk snowboarder. Han konkurrerer i Halfpipe. 

## Karriere
Han deltog ved Vinter-OL 2022 og endte på en niende plads i Halfpipe.
Ved X Games Aspen 2022 vandt Kaishu Hirano en bronzemedalje i Superpipe (en konkurrence, hvor Scotty James vandt guld, og Ayumu Hirano, Kaishu's storebror, tog sølv). Dette var Kaishu Hiranos første X Games-medalje.

## Privat
Kaishu's storebror, Ayumu Hirano, er ligeledes professionel snowboarder.